# Marie-Louise Fort

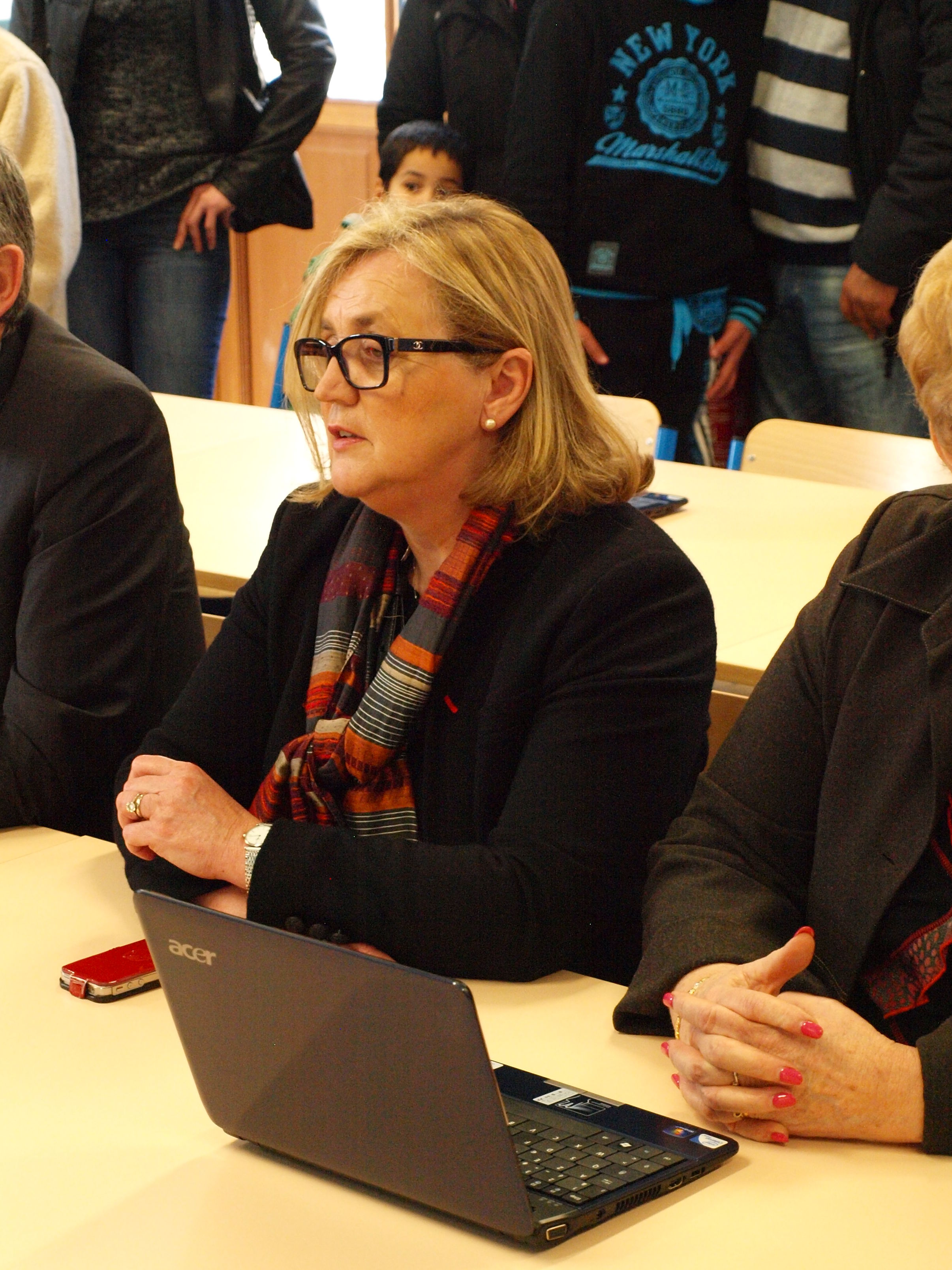
Marie-Louise Fort

Marie-Louise Fort (* 3. Dezember 1950 in Villeneuve-la-Guyard; † 23. oder 24. September 2022) war eine französische Politikerin der Les Républicains.

## Leben
Fort war vom 20. Juni 2007 bis zum 20. Juni 2017 Abgeordnete in der Nationalversammlung. Von 2001 bis 2008 und erneut seit 5. April 2014 war Fort Bürgermeisterin von Sens.